# Lule Warrenton
Lule Warrenton (22 de junio de 1862 – 14 de mayo de 1932) fue una actriz y directora cinematográfica de nacionalidad estadounidense, activa en la época del cine mudo. Entre los años 1913 y 1922, actuó en un total de 81 filmes. 

## Biografía

### Inicios
Nacida en Flint, Míchigan, su padre era director de producción. Bajo la supervisión de su tío, Sheridan Corbyn, Warrenton empezó a interpretar papeles como actriz infantil, iniciando así su carrera, que abarcaría el ámbito teatral y el cinematográfico.
Warrenton estudió en el St. Rose's Convent y después en la Universidad de Míchigan. Ella inició su actividad teatral dedicándose a la elocución en la Universidad de Notre Dame. Más adelante fue lectora de Shakespeare, interpretando su primera obra en el Victoria Rifle's Armory de Montreal, Canadá.

### Actriz
Warrenton actuó en 81 filmes a lo largo de su carrera en el cine. Generalmente hizo papeles de reparto, usualmente en comedias o westerns, pero de cuando en cuando hizo también primeros papeles. Warrenton tenía reputación de ser una actriz versátil, por lo que interpretó a personajes muy diversos, entre ellos a una mujer negra en The Queen of Jungleland, y a un chino mandarín, disfrazada con un mostacho, bajo la dirección de Henry McRae. Esta versatilidad fue precisamente muy alabada por el periódico Pittsburgh Press.

### Directora
Más conocida por su carrera como directora, Warrenton fue la única mujer directora que en la época tuvo un estudio propio mientras trabajaba con Universal Studios. Warrenton trabajó en el guion de algunas de sus cintas, pero su ayudante Allen Watt fue el responsable de la mayor parte de sus guiones. El hijo de Warrenton, Gilbert Warrenton, trabajó como responsable de la fotografía en muchas de las producciones de su madre.
Warrenton empezó su carrera como directora trabajando principalmente con comedias, pero más adelante se centró en el rodaje de películas específicamente diseñadas para el público infantil, a las que ella llamaba "Film for Little Ones". Calling Linda la primera de esas películas, rodada en 1916. Al año siguiente produjo y dirigió The Bird's Christmas Carol, la cual protagonizaba la actriz prodigio de cuatro años de edad Mary Louise. The Bird's Christmas Carol era una adaptación al cine de la novela de Kate Douglas Wiggin, que había vendido más de un millón y medio de ejemplares. Más adelante Warrenton y Louise colaboraron en un buen número de producciones. Debido a su reputación trabajando con actores infantiles, Warrenton se hizo conocida en los círculos de Hollywood con el mote de "madre".

### Influencia social
En cierto modo Warrenton fue pionera en la progresión de la mujer en el mundo laboral profesional, y especialmente en Hollywood. Además de ser la única mujer directora con estudio propio, Warrenton convirtió su propia casa en centro social para las mujeres de Hollywood, y fue clave para establecer dentro de Hollywood Film Company una residencia permanente para las incontables chicas que trabajaban como extras en Hollywood. Warrenton fue también una de las cuatro personas fundadoras del Hollywood Studio Club, al cual podía acceder cualquier mujer conectada con los estudios cinematográficos.

### Carrera tras Universal Studios
Warrenton inició su trayectoria con Universal Studios en 1912, pero cortó lazos con la compañía en 1917, continuando con el rodaje de películas juveniles como cineasta independiente.
Warrenton finalmente dejó Hollywood e ingresó en el Conservatorio de Música de San Diego, a la vez que dirigía una compañía cinematográfica compuesta por mujeres, también localizada en San Diego (California).

### Vida personal
Warrenton tuvo un hijo, el cámara Gilbert Warrenton, y una hija, Virginia Zimmerman, que se casó con un médico de Los Ángeles.
Lule Warrenton falleció en 1932 en Laguna Beach, California, a causa de las complicaciones surgidas tras haber sido sometida a cirugía.

## Selección de su filmografía
- The Werewolf (1913)
- Samson (1914)
- Bound on the Wheel (1915)
- Secret Love (1916)
- Her Bitter Cup (1916)
- The Gilded Spider (1916)
- Bobbie of the Ballet (1916)
- The Wilderness Trail (1919)
- Blind Hearts (1921)
- Ladies Must Live (1921)